# ボラット 栄光ナル国家カザフスタンのためのアメリカ文化学習
『ボラット 栄光ナル国家カザフスタンのためのアメリカ文化学習』（ボラット えいこうナルこっかカザフスタンのためのアメリカぶんかがくしゅう、Borat: Cultural Learnings of America for Make Benefit Glorious Nation of Kazakhstan）は、2006年のアメリカ映画。ラリー・チャールズ監督、サシャ・バロン・コーエン主演作品。公開後3日間の全米映画興行収入ランキングは、2645万ドルで初登場1位。
カザフスタン人ジャーナリストボラット・サグディエフによるドキュメンタリー映画という形式のモキュメンタリー・コメディ映画。ボラットはコーエンが主演するコメディ番組『Ali G Show』（第1期はイギリスのチャンネル4、第2期はアメリカのHBOで放送された）のキャラクターの1つ。イギリスで人気を得た後、アメリカでも有名になった。

## ストーリー
基本のモキュメンタリーに加え、映画版ではいかにしてボラットたちがアメリカを訪れ、旅し、帰国することになるかという架空のストーリーラインが用意されている。
カザフスタンのテレビレポーターであるボラットは、ある日、情報省（架空の政府機関）の依頼でアメリカ合衆国に飛び、複数のアメリカ人にインタビューをし、その経過をドキュメンタリー化するという任務につく。そのため本編は、ボラットが自己紹介を兼ねて彼の村と村人たちを紹介するところから始まる。彼の村は全体的に貧しく、男尊女卑の社会で、男が妻の引く大八車に乗って移動していたり、妹のナターリャはカザフスタンでベスト4に入る娼婦で、誇らしげにトロフィーを抱えている。また反ユダヤ主義的思想が定着しており、定期的に行なわれる『Running of the Jews』（ユダヤ人追い祭り）というイベントはハリボテでつくられた巨大で醜悪な顔をしたユダヤ人の夫婦が村人を追い回し、「メスのユダヤ人」の方が生む「ユダヤ人の卵」を村人が壊して終わるというもの（なお、実際に撮影に使われたのはルーマニアのジプシーの集落で、ボラットを演じるコーエン自身はユダヤ系イギリス人であり、カザフスタンはイスラエルと交流の深い国である）。
番組のプロデューサー、アザマットとともにニューヨーク空港に到着するボラット。まずは地下鉄の列車の中で近くにいる男性全てに挨拶をして回る（彼にとって女性は挨拶する価値がないという設定のため）が、相手の顔に2、3度キスをするというアメリカでは珍しい習慣が受け入れられず苦労する。そのうちふとしたことから荷物に入っていたニワトリが飛び出し、列車内は大混乱に陥る。しかし最終的にニワトリは捕まえられ、下車したボラットたちはホテルに到着する。
ホテルに泊まるのは初めてのボラットはチェックイン時に宿泊料金を値切ろうとしたり、部屋に案内される途中のエレベーターを客室と勘違いして荷解きを始めたり、またテレビのリモコンの使い方がわからずホテルのインフォメーションの静止画像を3時間ほど眺め、「番組が始まらない」とクレームをつける。しかし、リモコンの操作方法を教えてもらった彼は運命の出会いをするのだった。『ベイウォッチ』に登場するパメラ・アンダーソン演じるC・J・パーカーを見たボラットは一目で恋に落ち、彼女と結婚したいと思うのだが、いかんせんすでに既婚で、故郷の妻からは「浮気しようもんならペニスをへし折ってやるわよ」と釘を刺されている身なのだった。
悶々としていると故郷から電報が届き、彼の妻の突然の死を告げられる。ボラットは大喜びし、「彼女の初めての男」になって結婚するためアザマットを説き伏せて『ベイウォッチ』のロケ地カリフォルニアに向かう。アメリカの運転免許を取り、中古の移動式アイスクリーム屋台を購入し、アメリカ横断の旅を始める。

## 用語解説
これらの設定はテレビ版の『Ali G Show』からのもの。
カザフスタン
劇中ではカリウムの世界一の輸出国家で、隣国のウズベキスタンとは険悪である。ユダヤ人に対する偏見が強く、年に一度ユダヤ人追い祭りが行われる。男尊女卑のもと女子の平均寿命が低く、幼女のうちに嫁いで40代を前に老衰死する。
クーセク
ボラットの生まれ故郷の村。治安は悪く、村人は平気で犯罪行為をする。
アメリカと合衆国
ボラットの言い間違え(US and A)で、アメリカ合衆国を指す。
ヴィロ
ボラットの弟。本編では名前が頻繁に登場するものの正式に紹介はされていないが、一緒に卓球を行ったりしていた人物が彼。テレビ版の設定ではボラットと一回り年が違い、ここ数年で口ひげを生やしている。知的障害者であり家族からからかわれている。
ヤマク博士
カザフスタンの科学者でボラットの隣人。テレビ版では家畜の牛をボラットが侮辱して喧嘩になり、文明的な方法で決着を付けた。カザフスタン国内では優秀な科学者として評価されているらしく、女性の知能指数は男性に劣るという論文を出している。
ヌースルタントル・ヤク・バイ
ボラットの隣人。ボラットとは険悪で、家の内装や家電装備で何かと張合う。
ウルキン
ボラットの知人。悪質なレイプ魔だが、村が男尊女卑のため、淫らなやんちゃ坊主くらいにしか思われていない。
ボラットの妻
映画では「オクサーナ」という恐妻のみが紹介されているが、テレビ版では一夫多妻制らしく妻が3人に愛人が1人いる。
コーキーブンチャク
ボラットが好きなカザフスタンのポルカバンド。本編のエンディングで流れていた曲こそ彼らのそれ。（ファンファーレ・チョカルリアがステッペンウルフの『ワイルドでいこう！（Born to Be Wild）』を編曲したもの）

## モキュメンタリー
カザフスタンのジャーナリストになりすまして接見し、文化の違いを称してわざと相手の嫌がるような言動でトラブルを起こすのが基本スタイルであるが、その殆どには社会風刺やタブーへの突っ込み、皮肉などが含まれる。一部は俳優を使った芝居であるが、おおむね映画の撮影と知らされていない人々が実際にインタビューを受けている（このため撮影中に幾度も本物の揉め事が起こっている。後述）。代表的なものは以下の通り。

### ユーモア講座
アメリカン・ユーモアを学ぶため個人レッスンを受けるボラット。しかし、義理の母と性交渉を持った事をほのめかしたり、知的障害のある弟をみんなで馬鹿にして遊ぶ話を自慢げに語るなどし、講師を困惑させる。

### フェミニスト団体
フェミニズムについて学ぶためにフェミニスト団体の女性3人にインタビューするボラットだが、最初の「女性が男性と同じ権利を得るための〜」というくだりで吹き出したうえ、「女性は脳が小さいので教育は無駄」「祖国の科学者いわく女性の知能は小動物なみ」などと主張し、女性たちを激怒させている。

### 車を購入
車のディーラーに「女がくっついてくる車」を要求するボラット。ディーラーにハマーを紹介されると「ジプシーの群れに突っ込んでも壊れないか」「確実に殺すには時速何マイルくらい出せばいいか」等と質問する。ディーラーも悪乗りして「フロントガラスは割れる」「35～40マイルも出れば殺せる」等と回答。

### テレビ出演
ミシシッピ州で実在のニュース番組「16 WAPT News」に出演。生放送だと知らないという設定のもと、インタビュー中に小便に行かせろと要求する、天気予報に乱入して雑談を始める、など横暴を尽くす。しかし大部分のスタッフはボラットが俳優だと知らされておらず、出演を許可したプロデューサーが番組の品位を貶めたとして引責辞職する事態となった。

### 国歌独唱
ボラットは大陸横断中にロデオ大会でアメリカ国歌を歌うこととなる。直前に大会主催者から「髭＝テロリスト」とみられることを指摘されるが、髭をそらずに観衆の前に登場したボラットは「テロの戦い(≠対テロの戦い)を支持する」と宣言し、「対テロの戦い」の事だろうと好意的に受け止めた観客から好評を買う。しかし続いて「ブッシュ大統領がかの国のすべての男、女、子供の血をすすり、国を完全に破壊し、向こう1000年間は1匹のトカゲも生存しない状態にすることを願う」と宣言し微妙な空気を作り出す。そして国歌独唱では唐突にアメリカ国歌の曲に架空のカザフスタン国歌（「カザフスタンは世界一偉大な国、他の国の指導者はカマ野郎」など、実際のカザフスタン国歌とは全くの別物）をのせて歌い、嵐のようなブーイングを受ける。
なおこのチャプターも実際のロデオ大会で収録されており、激怒する観衆も本物である。そのため実際に地元のニュース番組で報道されたうえ、その番組内では「国歌斉唱はせずブッシュ政権のバッシングを行った」と事実が曲解されて伝えられた。なお、騙されてボラットを出場させたマネージャーはその後、罪滅ぼしとして在米カザフスタン大使をロデオに招待した。

### ディナーパーティー
社交マナーを学ぶためにディナーパーティーに参加するが、同席の女性3人を配偶者の目の前で批評したり、水洗トイレの使い方を知らないという設定でビニール袋に排泄物を入れて持って帰ってきたり、新聞広告に載っていた電話番号で娼婦を呼んで同席させようとしたりする。娼婦は制作者側が送り込んだ女優だが、何も知らされていない一般人の列席者たちは激怒し、警官を呼ぶ騒ぎとなった。

### 骨董品店
骨董品店を訪れ、古くて価値のない物だと馬鹿にしたあげく、滑って転んで商品を壊す。この部分は「歴史的価値のある物品が永遠に失われることになるのは避けたい」というコーエンの主張により、制作者側で準備したセットで俳優を使い撮影された。

### 仲間割れ
ボラットの入浴中、アザマットがパメラの水着姿を載せた雑誌でオナニーをしたことで喧嘩になる。嫉妬に狂ったボラットはカリフォルニアに行く理由がパメラ目当てであることを暴露してしまい、逆上したアザマットと全裸でホテル内を駆け回って争う。最終的には住宅ローン販売員の会合に乱入し、全裸のまま舞台上で取っ組み合いを始める。大部分の参列者には事情が知らされておらず、警備員が本気でボラットらを投げ倒すなどした。

### 大学生
アザマットと喧嘩別れをし、車と金を失ったボラットはヒッチハイクでカリフォルニア州に向かう。自身を受け入れたサウスカロライナ大学学生3人と打ち解けたボラットはキャンピングカー内でパメラのDVD（裏流出ビデオ）を鑑賞するが、内容に強い衝撃を受ける。学生たちに励まされるが、ボラットは車を降りる。

### 宗教
失意のどん底に陥ったボラットは、キリスト教ペンテコステ派の教会で夜を明かし、翌朝のキャンプ・ミーティングに参加する。人々がハイテンションで叫び狂う異様な光景に戸惑いながらも救いを求めるボラットは登壇し、数々の心の痛みを告白する。共感を覚えた信者達は彼の頭を押さえ異言による祈祷を行う。その結果、見事にボラットは立ち直り、アザマットとパメラを許した。

### パメラ・アンダーソン誘拐未遂
カリフォルニア州ロサンゼルスに到着したボラットは、和解したアザマットからパメラ・アンダーソンに関する情報を得る。恋焦がれてパメラのサイン会に並んだボラットは、カザフスタン流の結婚の仕方（女性を麻袋に入れて拉致し無理やり結婚するという設定）を見せるといい「カザフスタン伝統の花嫁袋」を用意。そのまま花嫁袋でパメラを包んで運び去ろうとするが、警備員の妨害により失敗する。なおコーエンとパメラは旧知の仲であり、このシナリオは本人には事前に知らされていた。

## キャスト
役名 - 俳優（ソフト版吹き替え）
- ボラット・サグディエフ（英語版） - サシャ・バロン・コーエン（吹替：山寺宏一）
- アザマット - ケン・デイヴィシャン（吹替：斎藤志郎）
- ルネル - ルエネル（吹替：斎藤恵理）
- パメラ・アンダーソン - 本人
- 吹き替えその他キャスト：木下紗華／石住昭彦／千田光男／伊藤和晃／水野龍司／楠見尚己／沢田敏子／五十嵐麗／加藤優子／松本大／鈴木琢磨／高瀬右光／赤城進／ふくまつ進紗／間宮康弘／新田万紀子

## 物議
本作は多くの出演者を騙して撮影しているため、映画の枠を超えて現実で数々の問題が起きている。前述の通りボラットを「16 WAPT News」に出演させたプロデューサーは、この責任を問われ解雇されている。

### 訴訟
ボラットはユダヤ人を激しく差別するキャラクターであることから、アメリカのユダヤ人協会は制作に関わったHBOを訴えた（前述にもあるようにボラット役のコーエンは敬虔なユダヤ系イギリス人である）。
また、撮影に使われたルーマニアのグロド村を「強姦と売春の街」と評したことから、この村も訴える準備をしている。この村における一連の騒動は2008年制作のドキュメンタリー番組 When Borat Came to Town に詳しい。
ヒッチハイク中に出会った学生たちも「名を伏せるとの約束が反故にされた」として訴訟を起こしたが、却下されている。尚このシーンには20世紀FOXによる未成年飲酒の幇助も指摘されている。

### カザフスタンの反応
当然ながらボラットは実在のカザフスタン政府と険悪な関係にある。
2005年にボラットがMTVに登場したことを受け、カザフスタン外務省はコーエンに対して法的措置に訴える構えをみせるとともに、カザフスタン国内に設置されていたボラットの公式サイト（www.borat.kz）を閉鎖した。また2006年9月にカザフスタン大統領ヌルスルタン・ナザルバエフがアメリカ大統領ジョージ・W・ブッシュのもとを訪れて会談した際には、「『ボラット』以後のカザフスタンの国際的イメージについて」という話題が出たという。その後カザフスタン政府は本作の影響を打ち消すため数億ドルを費やして「ユーラシアの心」キャンペーンを発動した。
しかしながらカザフスタン政府は映画を上映禁止とはせず、配給会社に配給を見直すよう促しただけであった。その結果、現地の配給会社ジェミニフィルムは同意し、本作の国内上映は見送られた。ところが現地紙『キャラバン』の記者は本作をオーストリアのウィーンで観て「明らかに今年ナンバーワンの映画。明らかに反カザフ的でなく、反ルーマニア的でもなければ、反ユダヤ的でもない。しかし残酷なまでに反アメリカ的で、愉快なのと同時に悲しさを感じさせる」と評価した。またカザフスタン人小説家Sapabek Asip-ulyは地元紙『ブレーミヤ』の中で「全世界の視線をカザフスタンに引きつけることは、我々が独立運動ののち何年もの歳月を費やしてもできなかったことだが、ボラットはそれをやってのけた」と評価したほか「官僚はユーモアのセンスのない奴らばかりだったが、今や国全体がネタの宝庫になった」とも述べている。
なお、2012年3月22日にクウェートで行われた射撃大会の表彰式において、本来の国歌「我がカザフスタン」を流す筈が、競技会運営事務局の手違いで本作の「Kazakhstan National Anthem」をダウンロードし、流してしまうハプニングが発生、選手団が謝罪を要求する事態に発展した。
しかし、2020年に続編が公開されるとカザフスタン政府は態度を一変させ、むしろその知名度を活かして同国への観光客を誘致する政策に切り替えており、共存共栄の道を模索し始めている。

## 続編
ニューズ・コープのルパート・マードックは2007年2月初旬に本作の続編の制作が決定したともらした。しかしこの発言はコーエン自身がボラットに続編はないと言明したことにより覆された。その理由は、「ボラットがあまりにも有名になってしまったため、もう誰も騙されないだろうから」だという。だが2020年に続編の撮影が内密に行われており、2月にはドナルド・トランプに扮したボラットが保守政治活動協議会を妨害し、ニュースとして取り上げられていた。だがこの時には彼がボラットであることは明かされなかった。8月に、SNS上でボラットを発見したとの情報が出回るようになり、続編制作の憶測が広がった。9月初頭に撮影が完了し、9月の終わりには続編が11月の米大統領選挙直前にAmazonプライム・ビデオでストリーミング配信されることが明らかになった。そして本作は『Borat Subsequent Moviefilm』というタイトルで2020年10月23日に全世界同時配信された。邦題は『続・ボラット 栄光ナル国家だったカザフスタンのためのアメリカ貢ぎ物計画』。